# Paul Derenne (ténor)
Pour les articles homonymes, voir Paul Derenne, Derenne et Bouvier.
Paul Derenne (né René Maurice Paul Bouvier à Rennes le 27 août 1907 et mort à Boulogne-Billancourt le 18 avril 1988) est un ténor français, collaborateur de Nadia Boulanger et d'Henri Sauguet. 

## Biographie
René Bouvier est né à Rennes en 1907. Parallèlement à des études d’architecture, il apprend le chant auprès de Marguerite Babaïan. Celle-ci le présente à Reynaldo Hahn qui lui suggère d’adopter le pseudonyme de Paul Derenne, en hommage à sa ville natale. Découvert en 1935 lors d’un concours organisé par la revue Comœdia, il fait ses débuts la même année sous la direction de Charles Munch dans Hin und zurück  de Hindemith. Hugues Cuénod, avec qui il partage l’affiche, le présente à Nadia Boulanger ; cela lui vaudra de participer en 1937, aux côtés de Doda Conrad et de Jeanne de Polignac, à son enregistrement historique des Madrigaux de Monteverdi, récompensé la même année par le grand prix du disque. 
Paul Derenne fait ses débuts à l’Opéra-Comique en 1937 dans Le Testament de la tante Caroline d’Albert Roussel ; la même année, il participe sous la direction de Roger Désormière à la création française de Ariadne auf Naxos de Richard Strauss (rôle de Brighella), aux côtés de Germaine Lubin et de Janine Micheau. Mobilisé en 1940, puis arrêté par l’occupant allemand, il est détenu dans un camp de prisonniers à Longvic, près de Dijon. Libéré au bout de quelques mois, Paul Derenne est engagé dans la troupe du Palais de Chaillot, qui à cette époque propose un spectacle lyrique différent tous les dimanches en matinée. Commence alors une période d’intense activité au cours de laquelle il chante tous les grands rôles de ténor du répertoire d’opéra comique, notamment Fortunio d’André Messager, George Brown dans La Dame blanche de Boieldieu, Almaviva dans Il Barbiere di Siviglia de Rossini (en version française) et Gérald dans Lakmé de Léo Delibes. 
Pendant l’Occupation, il fait la connaissance d’Henri Sauguet, dont il crée La Gageure imprévue à l’Opéra Comique en 1944 et qui, la même année, compose pour lui Les Pénitents en maillot rose, cycle de mélodies sur des poèmes de Max Jacob. Grâce à Sauguet, il découvre la musique du Groupe des Six et celle d’Erik Satie (ils enregistreront ensemble le Socrate de Satie en 1954). 
Après la guerre, Paul Derenne poursuit sa carrière à l’opéra et au concert ; il se produit fréquemment en Angleterre, en Écosse (au Festival d’Édimbourg), en Allemagne, aux Pays-Bas, au Portugal et en Italie, notamment en 1960 lors de représentations de L’Heure espagnole et de L'Enfant et les Sortilèges de Maurice Ravel à la Fenice de Venise et à La Scala de Milan (il enregistre le premier de ces deux ouvrages en 1953 sous la direction d’Ernest Ansermet). Accompagné par Henri Sauguet, il donne de nombreux concerts radiophoniques, la plupart consacrés au répertoire de la mélodie française, qu'il connaît particulièrement bien. Il consacre les trente-cinq dernières années de sa vie à l’enseignement, notamment à l'École normale de musique de Paris. Installé au Bec-Hellouin (Eure) (sa résidence secondaire), il disparaît le 18 avril 1988 à Boulogne-Billancourt.

## Discographie

### Opéra
- Maurice Ravel, L'Heure espagnole (rôle de Gonzalve), avec Suzanne Danco, Michel Hamel, Heinz Rehfuss, André Vessières, Orchestre de la Suisse Romande, dir. Ernest Ansermet, 1953 (Decca)

### Récitals
- Johannes Brahms, Liebeslieder Walzer, avec Doda Conrad, Jeanne de Polignac, Hugues Cuénod, Nathalie Kedroff, Dinu Lipatti, dir. Nadia Boulanger
- Claudio Monteverdi, Madrigaux, avec Doda Conrad, Jeanne de Polignac, Lucie Rauh, Hugues Cuénod, Irène Kedroff, Nathalie Kedroff, Gisèle Peyron, dir. Nadia Boulanger, 1937
- Mélodies françaises, œuvres de Bizet, Debussy, Duparc, Ropartz, Sauguet, Auric, Chabrier, Ibert, Koechlin, Poulenc, avec Henri Sauguet et Pierick Houdy (piano), 1958-1959 (Solstice)
- Mélodies françaises, œuvres de Gounod, Satie, Rosenthal, Milhaud, Sauguet, Debussy, Ravel, Roussel, Poulenc, avec Henri Sauguet (piano), 1957 et 1959 (INA, collection "Mémoire vive")
- Mélodies rares, œuvres de Koechlin, Delage, Manziarly, Cliquet-Pleyel, Delannoy, Durey, Caplet, Ciry, Sauguet, Beydts, Françaix, Jaubert, Jacob, Van Parys, Pierre-Petit, avec Henri Sauguet, Henri Cliquet-Pleyel et André Collard (piano), 1958-1961 (INA, collection "Mémoire vive")